# Сен-Лівр
Сен-Лівр (фр. Saint-Livres) — громада  в Швейцарії в кантоні Во, округ Морж.

## Географія
Громада розташована на відстані близько 95 км на південний захід від Берна, 20 км на захід від Лозанни.
Сен-Лівр має площу 8,1 км², з яких на 6,7% дозволяється будівництво (житлове та будівництво доріг), 49,6% використовуються в сільськогосподарських цілях, 42,9% зайнято лісами, 0,9% не є продуктивними (річки, льодовики або гори).

## Демографія
2019 року в громаді мешкало 688 осіб (+13,2% порівняно з 2010 роком), іноземців було 16,1%. Густота населення становила 85 осіб/км².
За віковим діапазоном населення розподілялося таким чином: 22,1% — особи молодші 20 років, 63,7% — особи у віці 20—64 років, 14,2% — особи у віці 65 років та старші. Було 296 помешкань (у середньому 2,3 особи в помешканні).
Із загальної кількості 112 працюючих 38 було зайнятих в первинному секторі, 26 — в обробній промисловості, 48 — в галузі послуг.